# Chaquí
Chaquí es una localidad y municipio de Bolivia, ubicado en la provincia de Cornelio Saavedra al centro del departamento de Potosí. El municipio tiene una superficie de 338,88 km² y cuenta con una población de 9.910 habitantes (según el Censo INE 2012).
El municipio fue creado mediante Ley promulgada por el presidente Hernando Siles, el 4 de enero de 1929.
En su territorio se presentan paisajes de serranías de mediana altitud, disectadas y de topografía accidentada. Hidrográficamente, Chaquí forma parte de las subcuencas de los ríos Chaquí Mayu, Chaquí, Tambo Mayu, Khonapaya y Miculpaya, los mismos que son afluentes del río Pilcomayo en la cuenca del Plata.

## Demografía
De acuerdo con el censo boliviano de 2024, la población del municipio de Chaquí es de 9 262 habitantes.
La población del municipio varió poco entre 1992 y 2024:
| Año  | Habitantes (municipio) | Fuente |
| ---- | ---------------------- | ------ |
| 1992 | 9 070                  | Censo  |
| 2001 | 9 644                  | Censo  |
| 2012 | 9 910                  | Censo  |
| 2024 | 9 262                  | Censo  |

## Transporte
Chaquí se ubica a 36 kilómetros por carretera al este de Potosí, capital del departamento homónimo.
Desde Potosí, la carretera nacional Ruta 5 conduce al noreste a través de Betanzos hasta Sucre y luego hacia Santa Cruz de la Sierra. A medio camino entre Potosí y Betanzos, un camino rural se bifurca hacia el sur y luego de diez kilómetros llega a Chaquí, para luego continuar hasta Chaquí Baños, a cinco kilómetros, con sus aguas termales.